# Portugiesisch-togoische Beziehungen
Die portugiesisch-togoischen Beziehungen beschreiben das zwischenstaatliche Verhältnis von Portugal und Togo. Seit 1978 unterhalten die Länder direkte diplomatische Beziehungen.
Ende des 15. Jahrhunderts waren Portugiesen die ersten Europäer in der Region des heutigen Togo. Die heutigen Beziehungen gelten als gut, aber ausbaufähig, was beide Seiten inzwischen anstreben.
Im Jahr 2015 waren 35 Staatsbürger Togos in Portugal gemeldet, während 20 Portugiesen im Jahr 2014 konsularisch in Togo gemeldet waren.

## Geschichte

Karte Westafrikas um 1625

Als erste Europäer erreichten portugiesische Seefahrer um 1472 die Bucht von Benin. Sie waren beeindruckt von den Kunstschätzen, die sie dort sahen, insbesondere die Werke aus Bronze, Elfenbein, Holz und Terrakotta. Der politisch bedeutendste Staat der Region war das Königreich Benin. Vor allem zwischen Benin und Portugal entwickelten sich danach politische, diplomatische und Handelsbeziehungen. Sie waren die bedeutendsten in der Region zwischen Volta und Niger, die danach als Sklavenküste bekannt wurde, und in der Portugal intensive Aktivitäten entwickelte.
Wichtigstes Handelsgut waren hier Sklaven, die das Königreich Benin in seinen Kriegen erbeutete und an die Portugiesen verkaufte, die sie dann an ihr 1482 gegründetes Fort São Jorge da Mina an der Portugiesischen Goldküste (heute Ghana) brachten und von dort vor allem gegen Gold weiter eintauschten. Im heutigen Togo war Aného portugiesischer Stützpunkt.
Aus diesen Kontakten entwickelte sich im 16. Jahrhundert ein Dreieckshandel zwischen Portugal, Afrika und Brasilien, der mit zunehmender Konkurrenz durch Niederländer, Franzosen und Engländer in einen direkten Handel zwischen der Küste Brasiliens und der Bucht von Benin überging. Insbesondere mit der Flucht des portugiesischen Königshauses nach Brasilien und der Einrichtung der Hauptstadt des Portugiesischen Weltreichs in Rio de Janeiro Anfang des 19. Jahrhunderts muss hier von einer direkten Beziehung zwischen Brasilien und Afrika gesprochen werden. Vor allem der französische Ethnologe Pierre Fatumbi Verger untersuchte diese Beziehung und dabei besonders die Verschiebung von Menschen zwischen der Sklavenküste und Brasilien, sowohl im Handel von der Sklavenküste in Richtung Brasilien, als auch in der Rückkehr vieler ehemaliger Sklaven dorthin mit der Abschaffung der Sklaverei Mitte des 19. Jahrhunderts.
Aus dieser Zeit stammen eine Reihe bestehender Familiennamen in der Region, u. a. da Silva, da Costa, da Rocha, de Souza, d’Almeida, dos Santos, Marinho, Martins und Olympio.

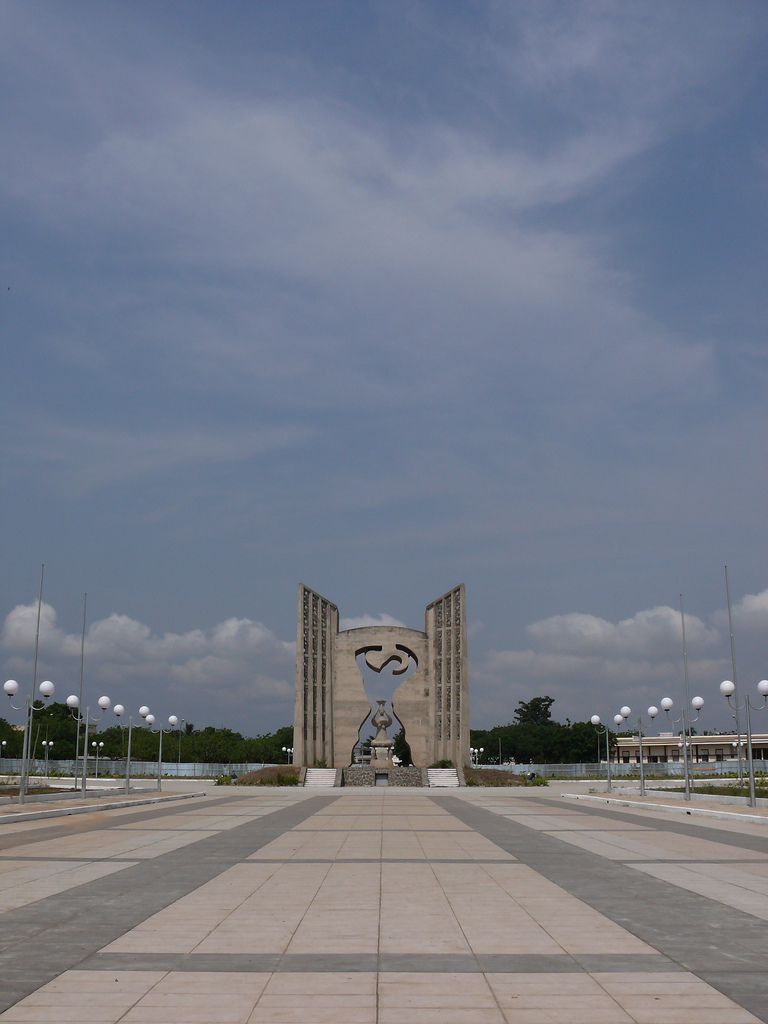
Denkmal für die Unabhängigkeit Togos in der Hauptstadt Lomé

Im Gegensatz zu den umliegenden Regionen wurde Togo danach keine europäische Kolonie, stattdessen bildeten sich Gebiete, die zeitweise unter dem Einfluss des Aschantireichs oder des Königreichs Dahomey standen.
Ab 1884 wurde Togo deutsche Kolonie. In Folge des Ersten Weltkriegs wurde 1914 etwa ein Drittel Togos britisch und der Rest französisch. Der britische Teil wurde später Bestandteil Ghanas, während der französische Teil 1955 autonom wurde und 1960 als der Staat Togo die Unabhängigkeit erhielt. Erster Präsident Togos wurde Sylvanus Olympio, der selbst einer afro-brasilianischen Familie von Retornados angehörte.
Zu Portugal entwickelte der junge Staat danach keine freundschaftlichen Beziehungen, bis zum Ende des kolonialen Estado-Novo-Regimes durch die linksgerichtete Nelkenrevolution in Portugal 1974. Die neue portugiesische Regierung beendete danach die Portugiesischen Kolonialkriege, entließ seine bisherigen Kolonien 1975 in die Unabhängigkeit und richtete seine internationalen Beziehungen neu aus.
Am 18. März 1978 ging das nunmehr demokratische Portugal diplomatische Beziehungen zu Togo ein. Gegenseitige Botschaften richteten die beiden Länder nicht ein.
Im Juni 2016 trafen sich die Außenminister beider Länder Robert Dussey und Augusto Santos Silva in Lissabon. Sie bekräftigten dabei sowohl gute bestehende Beziehungen als auch die Absicht, diese zu vertiefen, insbesondere in wirtschaftlicher Hinsicht.

## Diplomatie
Portugal unterhält keine eigene Botschaft in Togo, das Land gehört zum Amtsbezirk der portugiesischen Botschaft in der nigerianischen Hauptstadt Abuja. Auch Konsulate hat Portugal keine in Togo eingerichtet.
Togo hat ebenfalls keine eigene Botschaft in Portugal, zuständig ist die togoische Vertretung in Paris. In Lissabon besteht ein Konsulat Togos.

## Wirtschaft

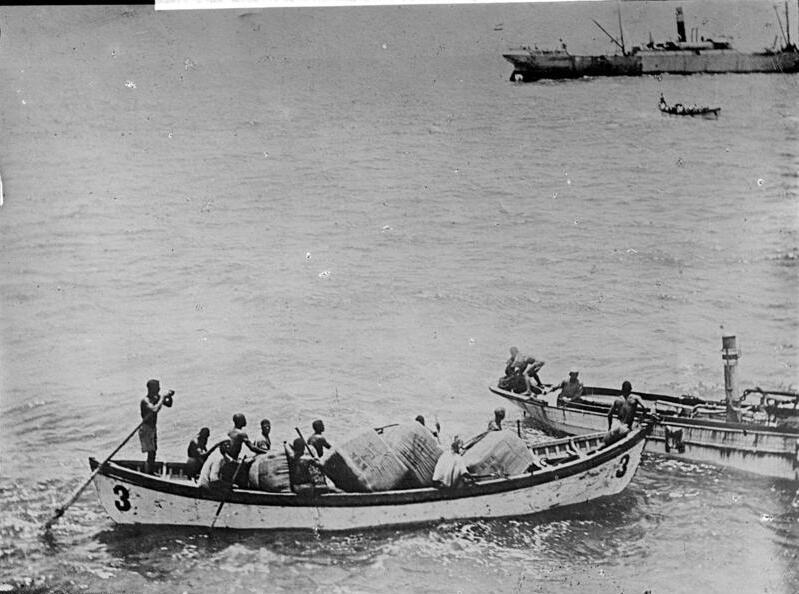
Verladen von Baumwollballen in Lomé (1885): bis heute ist Baumwolle Hauptexportgut Togos

Die portugiesische Außenhandelskammer AICEP unterhält keine Niederlassung in Togo, zuständig ist das AICEP-Büro in der nigerianischen Hauptstadt Abuja.
Im Jahr 2016 exportierte Portugal Waren im Wert von 14,965 Mio. Euro nach Togo (2015: 5,519 Mio.; 2014: 9,577 Mio.; 2013: 37,005 Mio.; 2012: 36,950 Mio.), davon 83,8 % Treibstoffe, 5,0 % Maschinen und Geräte, 2,8 % Papier und Zellulose und 2,1 % Minerale und Erze.
Im gleichen Zeitraum lieferte Togo Waren im Wert von 1,980 Mio. Euro an Portugal (2015: 2,457 Mio.; 2014: 1,693 Mio.; 2013: 2,455 Mio.; 2012: 1,534 Mio.), davon 69,3 % Textilfasern (besonders Roh-Baumwolle), 26,2 % landwirtschaftliche Erzeugnisse, 4,4 % Fahrzeuge und Fahrzeugteile und 0,1 % Fahrzeuge und Fahrzeugteile.
Damit stand Togo für den portugiesischen Außenhandel an 92. Stelle als Abnehmer und an 122. als Lieferant, für den togoischen Außenhandel rangierte Portugal damit an 33. Stelle als Abnehmer und an 43. Stelle als Lieferant.

## Sport
Die Portugiesische und die Togoische Fußballnationalmannschaft der Männer trafen bisher noch nicht aufeinander, auch die der Frauen noch nicht (Stand Mai 2021).
Im Mai 2021 wurde bekannt, dass der Portugiese Paulo Duarte neuer Nationaltrainer Togos wird.
Nur gelegentlich spielen Fußballer aus Togo in Portugal, etwa Jungnationalspieler Joe-Loïc Affamah, der seit 2023 für den Zweitligisten SC União Torreense aufläuft.